# Krzętle
Krzętle – wieś w Polsce położona w województwie łódzkim, w powiecie wieluńskim, w gminie Osjaków. Znajduje się po wschodniej stronie szosy wiodącej z Konopnicy do Osjakowa.
W latach 1975–1998 miejscowość administracyjnie należała do województwa sieradzkiego.

## Zabytki
W niewielkiej odległości od przystanku PKS, w lesie (pomiędzy szosą a wsią) widać wyraźnie kurhany o średnicy 10 m i wysokości do 80 cm. Dr H. Wiklak z Muzeum Archeologicznego i Etnograficznego w Łodzi stwierdził, iż jest to cmentarzysko z końca VII wieku z pochówkami szkieletowymi i ciałopalnymi.